# 少林寺三十六房
『少林寺三十六房』（しょうりんじさんじゅうろくぼう、原題：少林三十六房）は、1978年製作の香港映画。少林寺を題材としたカンフー・アクション映画。監督はラウ・カーリョン、主演は リュー・チャーフィー。

## 概要
カンフー映画、また少林寺を題材にした作品の代表作であり、映画マニアでもあるクエンティン・タランティーノは本作を「カンフー映画史上最高の3本に入る」と評している。これによってタランティーノは、自身の監督作品である『キル・ビル』にリュー・チャーフィーをオファーし、それぞれ別役ながら2作品どちらにも出演している。
日本では1983年に東映系列で劇場公開され、1985年1月12日にフジテレビ「ゴールデン洋画劇場」でテレビ初放映されている。日本版ではオープニングおよびエンディング部分に山崎アキラが唄う日本版オリジナル主題歌『Shaolin Fighter（ショウリン・ファイター）』が挿入されている（エンディングはフルコーラス。作詞：Greg Starr 作曲：Max Montgomery）。
2004年にDVD化、2013年には続編2作『続・少林寺三十六房』『新・少林寺三十六房』を含めたBlu-rayBOXがリリースされた。

## あらすじ
明が滅ぼされ、清の支配が進む広東。そこには鄭成功を旗頭に、明の復興（反清復明）を画策する漢民族の義士たちがいた。学生の身である劉裕徳は、通っていた私塾の師が反清復明運動の一員であったことから、自らも志願して運動に加わる。しかし、広東一帯を任された天達将軍と、その配下である張将軍と唐三要による執拗な反乱分子狩りによって私塾は摘発され、裕徳自身は逃れることができたものの、海産物問屋を営む父親ら家族は殺されてしまう。裕徳は学友と復讐のために武術が習えるという少林寺を目指すものの、道中で三要に見つかり、学友は殺された上に、自身も重傷を負う。
瀕死の状態で少林寺に辿り着いた裕徳は紆余曲折の末、寺での修行が認められ、三徳と名を改める。1年を無為に過ごした後、少林寺で武術を習うには、少林寺三十五房においてそれぞれの修行を修めなければならないと教えられる。最初の十房は平衡感覚、肩の力、腕の力、眼の動きや標的を認知してそれを狙う能力、頭の鍛錬といった身体を鍛える基礎訓練。続く房では、拳や脚、さらに刀や棒といった武器を用いた戦闘技術を学ぶ。各房で想像を絶する厳しい修行が待っており、各房の住持に認められた者だけが次の房へと進むことができる。最初はいきなり頂房（第一房、最難関）から修行を始めようとして叩き出されたり、第三十五房(平衡房)では塀の反対側の上級者用の通路へ行こうとして池に叩き落とされたり、飯を得るために上級者用の食堂に忍び込んで住持に見つかり、池に浮かぶ足場で与えられた飯を食うのに失敗するなど未熟な部分が目立ったが、寝る間を惜しんだ努力を糧にして修行に励み、5年という異例の早さで三十五房全てを制覇する。
修行を終えた三徳に対し、少林寺管長は頂房以外の房の住持となることを任命しようとするが、三徳の短すぎる修行期間に加え、内包する復讐心を見抜き、これを憂慮していた戒律院総長が反対する（三徳が少林寺に入ることを拒んだのも、彼の中にある復讐心を見抜いたためだった）。総長は自身と手合わせして勝てば住持となることを認めるという条件を出し、三徳は様々な方法を試して何度も挑むものの双刀の達人である総長には勝てない。だが、やがて三節棍を考案し、ついに総長に勝利する。改めてどの房の住持となるか希望を聞く管長に対し、三徳は最下位の第三十六房を新設し、外部の者たちにも広く武術を教えたいと申し出る。却下しても食い下がる三徳に対し、管長は、師や上役に逆らった罰として托鉢を命じるという名目で、三徳の下山を許す。
故郷に帰ってきた三徳は、清軍の横暴によって荒廃した町を改めて確認する。因縁ある三要が反清復明の義士・洪熙官を急襲する現場に現れた三徳は洪を助けた上で圧倒的な武力で三要を倒し復讐を果たす。洪は三徳に武術の弟子入りを願い、三十六房の一歩を踏み出す。続けて、洪の情報をきっかけに童千斤や陸阿采といった清に不満を持つ若者も新たに三徳に弟子入りする。そして弟子を増やしつつ、三徳は張将軍、続けて天達将軍を倒す。
最後、「三十六房」と額の掲げられた房で、三徳が多くの弟子たちに武術を教える場面で物語は終わる。　

## 主な登場人物
本作で三徳の弟子となる洪熙官、春米六、童千斤、陸阿采は福建少林寺の在家とされる歴史上の人物で、他いくつかの少林寺関連映画やドラマ（『クンフー・マスター 洪熙官』『少林寺怒りの鉄拳』『嵐を呼ぶドラゴン』など）でも登場している。
※記載は『役名（読み） - 俳優名（読み）/日本語吹き替え』。
劉裕徳/三徳　-　劉家輝（リュー・チャーフィー）/池田秀一
本作の主人公。名前はリュー・ユーダ/サンダ（吹き替え版ではリュー・ユウテイ/サンテイ）と読む。乾物店の息子で学生だったが、師が明朝再興の志士である事を知るとその活動に参加する。後にそれが清の役人にばれて逃亡し、「学問よりも戦う技術を」と大けがを負いながらも少林寺に至り、入山を許されて僧侶となる。
演じたリュー・チャーフィーによると、三徳は過去に実在したとされる少林寺の僧侶であり生家が映画と同じ干物屋だったことを後年になって知ったと語っている。
戒律院住持　-　李海生（リー・ホイサン）/坂口芳貞
三徳が短期間で三十五房の修行を終えたことを危惧し、少林寺における最後の審判者として立ちはだかる双刀の達人。演じたリー・ホイサンは実際に詠春拳の達人。
吹き替え版では「戒律院総長」となっている。
天達（ティエン）将軍　-　羅烈（ロー・リエ）/細井重之
清の将軍。圧政によって人々を苦しめる。双刀の達人。
唐三要（タン・サンヨ）　-　唐偉成（ウイルソン・タン）/青野武
天達将軍の部下。冷酷な性格で、裕徳の父や学友のみならず、少しでも自分達に逆らう者は反乱分子とみなして次々と殺害する。
張（チェン）将軍　-　張午郎（チェン・ウーロン）/平林尚三
天達将軍の部下。唐三要の上官。
洪熙官（ホン・シークァン）　-　于洋（ユー・ヤン）/納谷六朗
唐三要らに同志を殺され、復讐に燃える義士。
春米六（チュン・ミーリュウ）　-　汪禹（ワン・ユー）/福士秀樹
米屋の男で、父が急逝して名前を付けられなかったため、米屋の六番目の子供として名付けられた。押しかけて来た三徳らに住まいを貸し、小麦粉を使って三徳を追いかけようとする清軍に罠を仕掛けた。
童千斤（ツン・チェンチン）　-　呉杭生（ウー・ハンシェン）/島香裕
鍛冶屋の男。三徳からの助言（槌の使い方のコツ）を受けて、清の下官たちを大槌で撃退する。
陸阿采（ルー・アーツァイ）　-　徐少強（ツイ・シウキョン）/大滝進矢
竹細工職人の男で、童千斤の悪友。托鉢を兼ねて街を歩いていた三徳をからかうつもりで竹の束を投げつけたりしたが、少林寺で鍛えた拳法の技の前で降参する。
殷天忠（イン将軍）　-　劉家栄（ラウ・カーウィン）/納谷六朗
単身で清の大臣暗殺を狙うが失敗し、天達将軍に殺害される。戦斧の使い手。
何廣漢（ホー・クァンハン）　-　韋弘（フランキー・ウェイフン）/筈見純
裕徳が少林寺へ入門する前に通っていた私塾の師。清への反乱の計画が露見してしまい、自害する。
拳房住持　-　袁小田（ユエン・シャオティエン）/平林尚三
眼力房住持　-　姜南（キョン・ナン）/藤本譲
腕力房住持　-　江生（チャン・シェン）/上田敏也
棒術房住持　-　陳龍（チン・ルン）/沢りつお
少林寺管長　-　強漢（チァン・ハン）/高木均
裕徳の学友　-　韓國材（ハン・クォツァイ）/二又一成
裕徳の父　-　王清河（ワン・チンホー）/上田敏也
陳燕萍（チェン・インピン）　-　陳思佳（チェン・ズーチャ）

## 各房について
映画中に明示されている房を挙げる。最初の十房（三十五房～二十六房）は肉体面での基礎修練を目的とし、本格的な武術修練は二十五房以上。
平衡房（三十五房）
三十五房の最初（最下位）の修練場。足腰のバランス感覚や俊敏さを鍛えることを目的とし、池に浮かべた木を縄で束ねた足場の上を乗り越える（三徳が自力で渡る方法を編み出した後、縄が切られ、乱雑に浮かぶ木の上を渡るという難易度が更に上がったものになる）。池に落ちた場合、着ていた衣服を乾かさないとその先の食堂に入ることを許されない。
劈力房（三十四房）
腕の力を鍛えることを目的とし、両腕に水の入った桶を水平に持ち、自分の体の幅しかない坂道を登ることを繰り返す。二の腕には刃物を装着しており、重さに耐えられず腕が下がると脇腹に刺さるため、絶えず水平を維持しなければならない。運んだ水は頂上で流すことで洗濯場の水道代わりとなっている。
腕力房（三十三房）
腕及び手首の力を鍛えることを目的とし、木魚のリズムに合わせて、片手でおもりのついた竹竿で鐘をつくことを繰り返す。10斤の重りが先に付いた12尺の竹竿であり、本来は竹竿の手前を持つことで70kgの負荷がかかるようになっているが、来たばかりで持ち上がらない場合は、2尺手前を持って負荷を少し軽減して始められる。また終盤は木魚のスピードも非常に早くなる。
眼力房（三十ニ房）
視覚的な判断力や反射神経を鍛えることを目的とし、最初は頭を動かさず眼球のみ動かして振り子上の蝋燭の動きを追わせる。頭の両脇には火の付いた大きな線香があり、頭を動かすと側頭部を火傷する。これをクリアすると次に蝋燭の灯が反射する鏡が付いた的を攻撃する修練に移る。
頭力房（二十六房）
頭を鍛えることを目的とし、ほぼ額と同じ高さくらいにいくつも吊るされた硬いサンドバッグのようなものを頭突きしながら、房の奥へ行き線香を供える。下手すると脳震盪を起こしかねない基礎過程の最終関門。
拳術房（二十五房）
拳で相手への攻撃や型の基本を学ぶ房。教科書に書かれた型の体勢を維持する必要がある。
腿術房
足で相手への攻撃や型の基本を学ぶ房。火の付いた輪の先にある壺を蹴りで壊す。
刀術房
刀で相手への攻撃や型の基本を学ぶ房。
棒術房
棒を使いこなす基本を学ぶ房。(棒を使って重い石を引っ張る修行、棒で袋を突く、棒の先の歯車を、上下にある棘に刺さらないようにきちんと回さなければならない。しかも微妙に左右の歯車の位置が違うためにその差を見極めながら歯車を棒で回さなければならない)。
頂房（第一房）
三十五房の最上位。読経･禅問答を行い、僧侶としての悟りを開く為の精神修練を行う。三徳が最初に学ぼうとした房だが、まだ早すぎると住持によって追い払われる。